# Sigvald Linné
Sigvald Linné, född den 14 april 1899 i Stockholm, död den 23 december 1986 i Helsingborg, var en svensk arkeolog och etnograf.  

## Levnadshistoria
Sigvald Linné föddes 1899 i Stockholm. Hans föräldrar var fabrikören Karl Linné och Sigrid Eklund. Efter studentexamen i Stockholm 1918 studerade han kemi vid Stockholms högskola. Linné anställdes 1920 vid industrihistoriska avdelningen vid Jubileumsutställningen i Göteborg, och fortsatte samtidigt sina studier vid Göteborgs högskola, blev 1924 filosofie kandidat, 1926 filosofie licentiat och 1929 filosofie doktor där. Han hade inledningsvis en naturvetenskaplig inriktning men började under 1920-talet gå på Erland Nordenskiölds föreläsningar vilket väckte ett livslångt intresse för arkeologi, etnografi och amerikanistiken. Han följde med Nordenskiöld på en expedition till Sydamerika 1927. Linné var 1924–1929 periodvis anställd vid Göteborgs museums etnografiska avdelning.
1929 flyttade han till Stockholm för en anställning vid Riksmuseets etnografiska avdelning. Samma år gifte han sig med Margareta Boudin. År 1932 och 1934 åkte han till Mexiko och utförde utgrävningar. Även 1939 åkte han till Mexiko men gjorde då inga utgrävningar. Ytterligare en resa till Mexiko gjordes 1946.
Han var styrelseledamot i Svenska arkeologiska samfundet. Efter sin yrkesverksamma tid flyttade han till Helsingborg där han dog 1986. Linné är begravd på Norra begravningsplatsen utanför Stockholm.

## Expeditioner och utgrävningar

### Expedition till Panama och Colombia
År 1927 deltog Sigvald Linné i Erland Nordenskiölds sista expedition som gick till Panama och Colombia. Med på expeditionen var även Erlands fru Olga och Erlands son Erik. Sigvald genomförde under denna expedition flera utgrävningar. Det var också dessa utgrävningar som sedan låg till grund för hans avhandling 1929.

### Utgrävningar i Mexiko

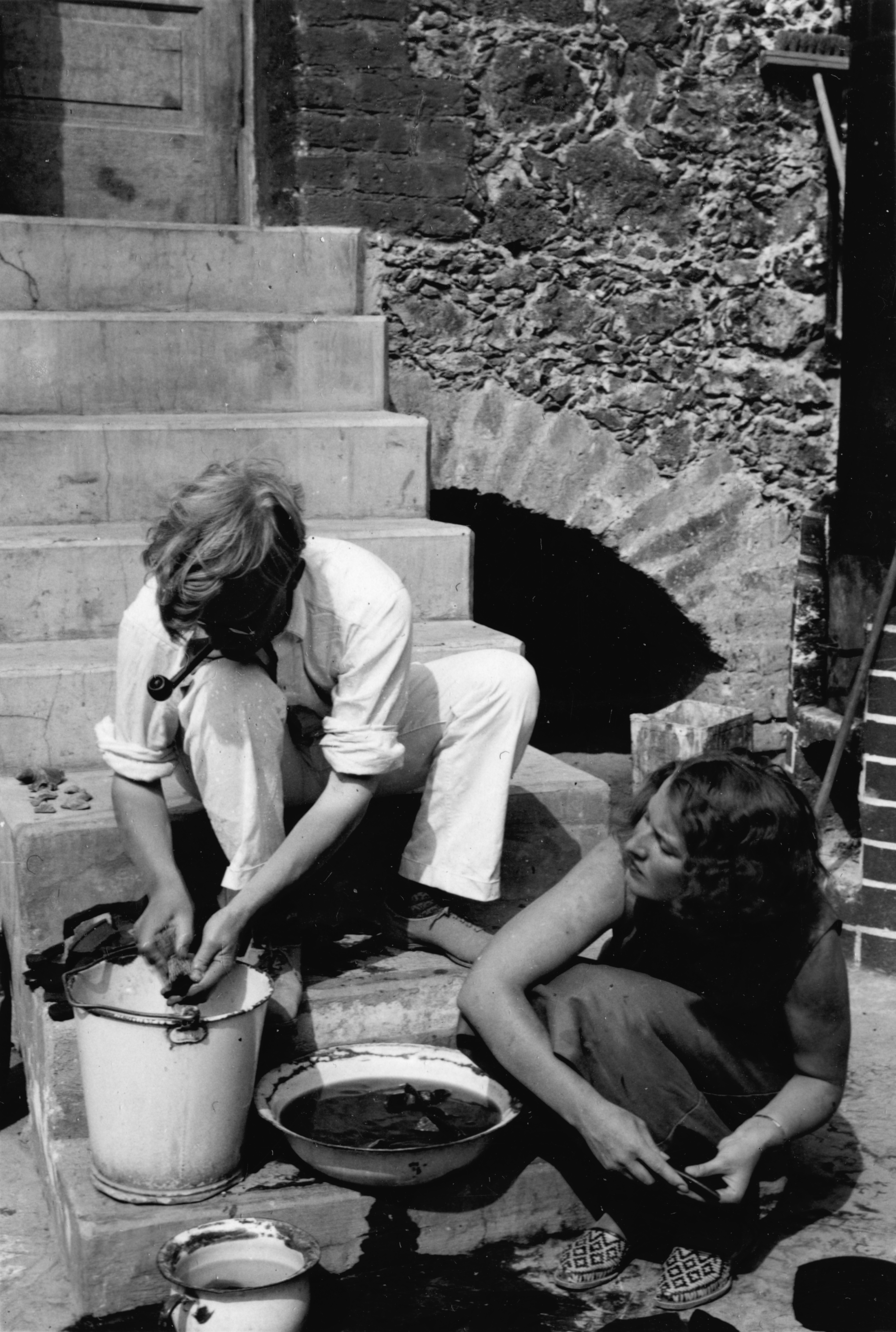
Sigvald Linné och frun Margareta tvättar skärvor från utgrävningarna 1932.

Han är mest känd för sina utgrävningar i Teotihuacán (Archeological Researches at Teotihuacán, Mexico, 1934 och Mexican Highland Cultures 1942). Utgrävningarna genomfördes under två olika expeditioner, Första (1932) och Andra svenska Mexikoexpeditionen (1934–35).   

## Etnografiska museet
Sigvald Linné blev anställd vid Riksmuseet etnografiska avdelning i Stockholm 1929, strax efter sin hemkomst från expeditionen med Erland Nordenskiöld. Tidigare föreståndaren Carl Vilhelm Hartman hade slutat och hans ersättare Gerhard Lindblom behövde en amerikaintendent. I början av 1930-talet flyttade Etnografiska avdelningen till nuvarande platsen ute vid Djurgårdsbrunnsvägen. Åren 1954–66 blev han museets föreståndare. Med tjänsten följde även en professur vid Stockholms universitet i etnografi. En av hans studenter var Anna Britta Hellbom som också efterträdde honom som amerikaintendent vid museet. 
Sigvald Linné genomförde inte några ytterligare fältarbeten efter expeditionerna till Mexiko men han gjorde en resa till Guerrero 1947–48.